# Pedro Vilarroig
Pedro Vilarroig (født 8. november 1954 i Madrid, Spanien) er en spansk professor, komponist, dirigent og ingeniør.
Vilarroig er en professor i fysik, og kosmologi, men var oprindeligt ingeniør uddannet og derefter kompositions uddannet på Det Kongelige Musikkonservatorium i Madrid. Han studerede også koralharmonisering hos Petr Fiala i Tjekkiet, og var på kompositionskurser med Carmelo Bernaola. Vilarroig har skrevet 9 symfonier, orkesterværker, kammermusik, elektroniskmusik, korværker, vokalmusik, soundtracks til film etc. Han stoppede som komponist i 2018.

## Udvalgte værker
- Symfoni nr. 1 (1973) - for orkester
- Symfoni nr. 2 (1975)- for orkester
- Symfoni nr. 3 "Filosofisk" - for orkester
- Symfoni nr. 4 "Kosmos" (1980) - for kor og orkester
- Symfoni nr. 5 "Genfødsel" (1983) - for orkester
- Symfoni nr. 6 (1985) - for elektroakustik
- Symfoni nr. 7 "Stormen" (1986) - for kor og orkester
- Symfoni nr. 8 (1998) - for Orkester
- Symfoni nr. 9 "Tilblivelsen" (2006) - for solister, kor og orkester